# Řád lva a slunce
Řád lva a slunce (نشان شیر و خورشید‎, Nešān-e Šir o Xoršid) byl perský záslužný řád založený Fát Alí Šáhem roku 1808 a udělovaný do roku 1925 (poté ho nová vládnoucí dynastie Pahlaví nahradila novým řádem se stejnou symbolikou).

## Řádová dekorace
Řádovou dekoraci tvoří stříbrná hvězda, která uprostřed nese medailon s emailovým barevným výjevem lva a slunce.
V nejvyšších třídách je hvězda zdobena diamanty. Třídy se odlišují také počtem cípů hvězdy. První třída má osm cípů, druhá sedm a šest cípů má třetí třída. Důstojníci a rytíři nosili pěticípé hvězdy.
Odlišnost byla také v zobrazení lva a slunce v medailonu. Na medailonech řádů státních příslušníků drží lev šavli, zatímco u zahraničních státních příslušníků je lev neozbrojený.

## Řádová stuha
Členové dvora dostávali řádové dekorace zavěšované na modré stuze, ostatní státní příslušníci na bílé či červené, zahraniční občané na zelené stuze.